# Just 4 Fun (Band)
Just 4 Fun war eine norwegische Popgruppe, die nur wenige Jahre bestand.

## Leben und Wirken
Die Mitglieder waren die Sänger Marianne Antonsen, Jan Groth, Eiríkur Hauksson und Hanne Krogh.
Die Gruppe wurde von der Rundfunkanstalt NRK ausgewählt, Norwegen beim Eurovision Song Contest 1991 in Rom zu vertreten. Sie erreichten mit dem Pop-Rock-Song Mrs. Thompson nur den 17. Platz. Es erschienen noch zwei Alben mit Coversongs von dem Projekt.